# Llywelyn ap Seisyll
Llywelyn ap Seisyll (974? — †1023) était un roi de Gwynedd de 1005 à 1023 et de Deheubarth de 1018 à 1023.

## Origine
On ne sait rien du père de Llywelyn et il est tout à fait possible qu'il ne fît pas partie de la lignée royale légitime. La tradition fait par contre de lui le fils d'une certaine Prawst, qui serait la fille d'Elisedd, un fils de Anarawd ap Rhodri. Néanmoins il ne s'agit que d'une spéculation et il se peut fort bien que Prawst et Elisedd aient été inventés à des fins de propagande pour légitimer son règne 

## Règne
Llywelyn s'empare du Powys en 998. il prend ensuite le  contrôle du Gwynedd en gagnant une bataille contre l'usurpateur Aeddan ap Blegywryd et ses quatre fils. Il prit ensuite contrôle du Deheubarth en 1018 en écartant Rhain, ap Maredudd un Irlandais qui prétendait être le fils de Maredudd ab Owain lors d'une bataille à Abergwili. 
Il aurait complètement ravagé le Deuheubarth lors de ses conquêtes et aurait même poussé jusqu'en Mercie. Il épousa pour légitimer son pouvoir, Angharad, la fille et héritière de Maredudd ab Owain. Selon les annales galloises (Brut y Tywysogion), son règne fut prospère, mais il se termina brutalement par sa mort en 1023, lors d'un combat contre des Vikings irlandais, alliés de son rival Edwin ap Einion où il aurait été trahi, selon une des Triades galloises, par Madog Min l'évêque de Bangor.

## Postérité
Ce sera son fils, Gruffydd ap Llywelyn, bien qu'encore jeune quand il montera sur le trône, qui parviendra pour la première fois à unifier sous l'égide d'un seul roi le Pays de Galles. Mais avant la succession sera assurée par Iago ab Idwal ap Meurig qui ramènera le temps d'un règne la lignée d'Idwal le Chauve sur le trône de Gwynedd.